# Scytalopus bolivianus
Scytalopus bolivianus là một loài chim trong họ Rhinocryptidae.